# Флаг Камбоджи
Госуда́рственный флаг Камбо́джи (кхмер. ទង់ជាតិកម្ពុជា, Тунгчхет) — один из государственных символов Королевства Камбоджа, представляющий собой прямоугольное полотнище с соотношением сторон 2:3. В нынешнем виде утвержден в 1948 году, повторно учрежден с восстановлением монархии в 1993 году.

## Описание
Современный флаг Королевства Камбоджа представляет собой полотнище с тремя разновеликими горизонтальными полосами синего и красного цветов. Полосы располагаются следующим образом: сверху синяя (¼ ширины флага), далее красная (½), ниже — синяя (¼ ширины флага). На красной полосе помещено изображение храма Ангкор-Ват белого цвета. Пропорции полотна составляют 2:3.
Синий цвет флага символизирует монархическую власть, красный — народ, белый — религию (буддизм и брахманизм). Храм Ангкор символизирует Вселенную, высшие божественные силы и королевскую власть (согласно камбоджийской традиции, монарх является посредником между божествами и людьми). Таким образом, центральный символ флага означает триаду — Религия-Нация-Король.

## История

### Колониальный флаг (1863—1948)

Колониальный флаг Королевства Камбоджа (1863—1948)

Первый камбоджийский флаг, по всей видимости был принят в 1863 году как флаг французского протектората и с незначительными изменениями использовался вплоть до 1948 года. Этот флаг представлял собой красное полотно с синими обрамлением, посередине которого помещалось белое изображение комплекса Ангкор-Ват.

### Флаг независимого королевства (1948—1970)

Флаг независимого Королевства Камбоджа (1948—1970)

Ещё до обретения Камбоджей независимости, 20 октября 1948 года был утверждён новый национальный флаг, в целом сохранивший стилистику колониального. Он представлял собой триколор с сине-красно-синими полосами с изображением Ангкор-Вата посередине. В 1953 году стал флагом независимого Королевства Камбоджа. После свержения Нородома Сианука в марте 1970 года королевский флаг какое-то время продолжал использоваться путчистами, однако с провозглашением республики 9 октября того же года был отменён.
После четырёхлетнего перерыва начиная с 1974 года королевский флаг вновь стал использоваться в ООН вплоть до провозглашения Демократической Кампучии 5 января 1976 года. Вероятно, этот флаг использовался и после 1970 года в подконтрольных сторонникам свергнутого Сианука районах. О восстановлении флага заговорили лишь в конце 1980-х — начале 1990-х годов, весной 1990 года королевский флаг был утверждён Национальным правительством Камбоджи (бывшее CGDK) в изгнании. Окончательно восставлен в октябре 1993 года как флаг современного Королевства Камбоджа и используется по сей день.

### Республиканский период (1970—1975)

Флаг Кхмерской Республики (1970—1975)

18 марта 1970 года в Камбодже произошел военный переворот, в результате которого принц Нородом Сианук был отстранён от власти. Некоторое время после этого путчисты продолжали использовать королевский флаг (см. фото слева). 9 октября 1970 года монархия была отменена, а страна официально была преобразована республику. По указу генерала Лон Нола был введён новый государственный флаг, использующий те же цвета, но с изображением трёх звёзд. Именно этот флаг использовался правительством Камбоджи вплоть до прихода к власти Красных Кхмеров в апреле 1975 года.

Опознавательный знак Кхмерских ВВС

Образованное в Пекине 5 мая 1970 года Королевское правительство национального единства Камбоджи (КПНЕК) не признало этих реформ и продолжило использовать флаг бывшего Королевства Камбоджа 1948—1970 годов. Эту же символику использовали лояльные Сианкуку камбоджийские повстанцы, такие как Кхмер Румдо. 29 ноября 1974 года место Камбоджи (Кхмерской Республики) в ООН было передано КПНЕК. С этого момента флаг Королевства Камбоджа висел в штаб-квартире ООН вплоть до провозглашения в 1976 году Демократической Кампучии.
После падения проамериканского режима Лон Нола флаг бывшей Кхмерской Республики продолжал использовался камбоджийской антикоммунистической эмиграцией. В 1978—1982 годы республиканский флаг использовало Временное правительство освобождения кхмерского народа, сформированное в Париже бывшим премьер-министром Камбоджи Сон Санном. Этот же флаг использовал Национальный фронт освобождения кхмерского народа (KPNLF), который на протяжении 1980-х годов вёл вооруженную борьбу против провьетнамского режима Хенг Самрина (Народная Республика Кампучия).
Флаг Кхмерской Республики стал символом антикоммунистического сопротивления как в самой Камбодже, так и за её пределами. В настоящее время флаг Кхмерской Республики иногда используется ветеранами бывшей республиканской армии, а также представителями праволиберальной оппозиции, выступающей против режима Хун Сена. В частности республиканский флаг использует Кхмерская республиканская партия — неофициальная преемница Социально-республиканской партии Лон Нола.

### Правление Красных Кхмеров (1975—1979)

Флаг Демократической Кампучии (1975—1979)

17 апреля 1975 года к власти в Камбодже пришли Красные кхмеры Пол Пота. Проамериканский режим Лон Нола был свергнут. Формально страна оставалась королевством, а главой государства — Нородом Сианук, который не обладал реальной властью. Вплоть до 1976 года в штаб-квартире ООН висел флаг Королевства Камбоджа 1948—1970 годов, однако внутри страны вероятно использовались только красные флаги с жёлтым силуэтом Ангкор-Вата. Знамя неофициально использовалось камбоджийскими партизанами, начиная с 1950-х годов, причём силуэт Ангкор-Вата не имел официально установленного дизайна и мог варьироваться.
Несмотря на то, что красный флаг использовался Красными Кхмерами ещё задолго до прихода к власти, однако официально он был утверждён только 5 января 1976 года, с принятием новой конституции Камбоджи (Демократической Кампучии). Дизайн и значение флага были закреплены в Статье 16:
Флаг Демократической Кампучии представляет собой красное полотно, в центре которого располагается желтый силуэт храма с тремя башнями, стилизованный под Ангкор-Ват. Красный цвет символизирует революционное движение, решительную и самоотверженную борьбу кампучийского народа за освобождение и благополучие своей страны. Храм обозначает национальные традиции, которые на протяжении веков помогали строить и защищать Кампучию.
Также неизвестно, когда этот флаг был принят Красными Кхмерами впервые. 17 марта и 29 апреля 1973 года в ФРГ членами маоистской Компартии Германии были организованы митинги против войны во Вьетнаме и Камбодже. Помимо символики Красных Кхмеров демонстранты использовали флаги Патет Лао и Вьетконга.

Государственный герб Демократической Кампучии
Опознавательный знак Революционной Армии Кампучии
Знамя Коммунистической партии Кампучии
Флаг группировки МОНАТИО

После свержения режима Пол Пота, флаг Демократической Кампучии использовал образованный в августе 1979 года Патриотический и демократический фронт великого национального союза Кампучии, а в 1982 году утверждён официальным флагом Коалиционного правительства Демократической Кампучии (CGDK). Именно этот флаг использовался представителями Красных Кхмеров в ООН вплоть до начала 1990-х годов. Страны, не признавшие оккупационный режим НРК (в частности КНР), вывешивали этот флаг во время официальных визитов делегаций CGDK.
Весной 1990 года CGDK было переименовано в Национальное правительство Камбоджи, которое восстановило флаг Королевства Камбоджа 1948—1970 гг. Окончательно флаг Демократической Кампучии был отменен после подписания Парижских соглашений в 1991 году. В 1994—1998 годы красный флаг использовало Временное правительство национального единства и национального спасения Камбоджи, образованное полпотовцами в знак протеста против восстановления Королевства Камбоджа. Флаг Демократической Кампучии использовался Красными Кхмерами вплоть до полного упадка движения в конце 1990-х годов.

### Вьетнамская оккупация (1979—1989)

Флаг Народной Республики Кампучия (1979—1989)

7 января 1979 года вьетнамские войска вошли в столицу страны — Пномпень, режим Пол Пота был свергнут. 10 января 1979 года была провозглашена Народная Республика Кампучия во главе с провьетнамским правительством Хенг Самрина. Правительство НРК приняло новый флаг, внешне напоминавший полпотовский, но имевший пять башен вместо трёх. Первоначально этот флаг использовал Единый фронт национального спасения Кампучии (ЕФНСК), но после свержения Красных Кхмеров он был утверждён в качестве официального.
Несмотря на внешнее сходство, флаг НРК имел несколько иное обоснование символики, чем у флага Демократической Кампучии. Красный цвет символизировал кровь камбоджийцев, пролитую во имя социалистической революции (дата взятия Пномпеня — 17 апреля, — считалась в НРК государственным праздником). Пять башен на силуэте храма обозначали единство разных представителей кампучийского народа: солдат, торговцев, интеллигенции, рабочих и крестьян.

Государственный герб НРК (1979-1981)
Государственный герб НРК (1981-1989)
Опознавательный знак KPRAF

Этот флаг активно использовался внутри страны вплоть до 1989 года, однако почти не получил распространения за рубежом. Дело в том, что режим Хенг Самрина не имел широкого международного признания и пользовался поддержкой лишь некоторых стран социалистического лагеря, в частности СССР и Вьетнама. ООН осудило вьетнамское вторжение и рассматривало НРК только как марионеточный режим. В штаб-квартире ООН, где заседало правительство Красных Кхмеров, вплоть до начала 1990-х годов развевался флаг Демократической Кампучии.

### Государство Камбоджа

Флаг Государства Камбоджа (1989—1991)

Изменения общемировой обстановки в конце 1980-х годов отразились и на ситуации в Камбодже. В 1989 году начался вывод вьетнамских войск из Кампучии. Правительство НРК взяло курс на переговоры с оппозицией и политические реформы. На фоне этих процессов началась деидеологизация и декоммунизация государственной символики. 1 мая 1989 года с принятием новой конституции НРК была переименована в Государство Камбоджа. Был утверждён новый государственный флаг.
Флаг Государства Камбоджа представлял собой красно-синий биколор, в центре которого помещалось жёлтое изображение Ангкор-Вата с пятью башнями. Примечательно, что это был уже не абстрактный силуэт (как на флаге НРК), а детализированное изображение Ангкор-Вата, как на флаге Королевства Камбодже 1948—1970 годов. Вероятно, существовала и упрощённая версия этого флага (изображения нет). Красно-синий флаг активно использовался и после подписания Парижских соглашений (наряду с флагом ЮНТАК), в 1991—1993 годы именно он висел в штаб-квартире ООН.

Герб Государства Камбоджа
Опознавательный знак

### Переходная администрация ООН (1992—1993)

Флаг ЮНТАК (1992—1993)

28 февраля 1992 года учреждён Временный орган ООН в Камбодже (ЮНТАК), выполнявший роль переходной администрации. Флаг ЮНТАК отдаленно напоминал флаг ООН — он представлял собой голубое полотно с белой картой страны посередине. На самой карте по-кхмерски было написано название страны — Кампучия (кхмер. កមុ្ពជា). Дата утверждения этого флага неизвестна. Вероятно он был принят после подписания Парижских соглашений в октябре 1991 года. Отменен в 1993 году после восстановления Королевства Камбоджа.

Эмблема ЮНТАК

## Другие флаги

### Японская оккупация (1941—1945)

Флаг марионеточного Королевства Кампучия в период японской оккупации.

В 1941—1945 годы территория Камбоджи была оккупирована японскими войсками. Несмотря на то, что до 1944 года колониальное правительство Вишистской Франции продолжало номинально находиться у власти во Французском Индокитае, 9 марта 1945 года японские войска провозгласили на территории Камбоджи было марионеточное государство — Королевство Кампучия, которое через четыре дня объявило формальную независимость от Франции.
Некоторые источники указывают на то, что еще в 1942—1945 годы на контролируемых японцами территориях использовался флаг, представлявший собой красное полотно с белой картой Ангкор-Вата посередине. Однако некоторые эксперты сомневаются, что такой флаг использовался вообще. О существовании герба, который бы соответствовал этому флагу, ничего не известно.

### Прочее
- A History of Democratic Kampuchea (1975-1979) (англ.). — Phnom Penh: Documentation Center of Cambodia, 2007. — P. 20—21. — 73 p. — ISBN 978-99950-60-04-6. Архивировано 3 апреля 2018 года.

### Альбомы
- Armand du Payrat, Daniel Roudaut. Album des pavillons nationaux et des marques distinctive (фр.). — Brest: Service Hydrographique et Océanographique de la Marine, 2000. — 238 p. — ISBN 978-2-11-088247-9.